# Моро (река)
Моро (англ. Moreau River) — река в Южной Дакоте в Соединенных Штатах Америки, правый приток реки Миссури. Длина реки — около 400 км. Площадь водосборного бассейна — 138826 км² (5360 кв. миль). Среднегодовой расход воды в Промисе (в 54,7 км от устья) — 6,4 м³/с (164453 акр-футов в год)
Образуется слиянием рек Саут-Форк-Моро и Норт-Форк-Моро. Высота истока — 1055 м (3460 футов). Протекает по резервациям индейцев Шайеннов — Шайенн-Ривер. Впадает в водохранилище Оахе на высоте 463 м (1520 футов) над уровнем моря.
Основные притоки — Тандер-Бьютт-Крик и Литл-Моро впадают слева.
Название получила в честь французского первопроходца.
Среднегодовое количество осадков в бассейне реки — 350 мм (13,75 дюймов). ландшафт представлен травянистыми сообществами.